# Bugedo
Bugedo è un comune spagnolo di 173 abitanti situato nella comunità autonoma di Castiglia e León.